# Ковард (Південна Кароліна)
Ковард (англ. Coward) — місто (англ. town) в США, в окрузі Флоренс штату Південна Кароліна. Населення — 748 осіб (2020).

## Географія
Ковард розташований за координатами 33°58′18″ пн. ш. 79°45′0″ зх. д. / 33.97167° пн. ш. 79.75000° зх. д. (33.971798, -79.750088).  За даними Бюро перепису населення США в 2010 році місто мало площу 9,15 км², з яких 9,15 км² — суходіл та 0,00 км² — водойми.

## Демографія
Згідно з переписом 2010 року, у місті мешкали 752 особи в 298 домогосподарствах у складі 198 родин. Густота населення становила 82 особи/км².  Було 320 помешкань (35/км²).
Расовий склад населення:
| - 80,6 % — білих - 14,1 % — чорних або афроамериканців - 0,7 % — корінних американців - 3,1 % — осіб інших рас |

До двох чи більше рас належало 1,6 %. Частка іспаномовних становила 4,4 % від усіх жителів.
За віковим діапазоном населення розподілялося таким чином: 25,0 % — особи молодші 18 років, 62,9 % — особи у віці 18—64 років, 12,1 % — особи у віці 65 років та старші. Медіана віку мешканця становила 35,1 року. На 100 осіб жіночої статі у місті припадало 91,3 чоловіків;  на 100 жінок у віці від 18 років та старших — 89,3 чоловіків також старших 18 років.
Середній дохід на одне домашнє господарство  становив 37 067 доларів США (медіана — 32 961), а середній дохід на одну сім'ю — 43 631 долар (медіана — 37 344). Медіана доходів становила 29 444 долари для чоловіків та 30 469 доларів для жінок. За межею бідності перебувало 20,1 % осіб, у тому числі 21,9 % дітей у віці до 18 років та 11,1 % осіб у віці 65 років та старших.
Цивільне працевлаштоване населення становило 232 особи. Основні галузі зайнятості: освіта, охорона здоров'я та соціальна допомога — 22,4 %, роздрібна торгівля — 11,6 %, виробництво — 11,2 %.